# George Townshend
George Townshend (ur. 28 lutego 1724, zm. 14 września 1807) – brytyjski arystokrata, wojskowy i polityk. Zdobywca Quebecu. Marszałek polny British Army.

## Życiorys

### Początki kariery wojskowej i politycznej
Był synem Charlesa Townshenda, 3. wicehrabiego Townshend, i Audrey Harrison, córki Edwarda Harrisona. Studiował w St John’s College na Uniwersytecie Cambridge, ale opuścił uczelnię w 1742 r. Następnie zaciągnął się do British Army i został przydzielony do sztabu lorda Dunmore’a. Brał udział w bitwach pod Dettingen i Fontenoy. W 1745 r. został dowódcą 20 pułku piechoty. Na jego czele brał udział w tłumeniu powstania jakobitów w Szkocji i w bitwie pod Culloden.
Następnie Townshend powrócił do Niemiec, gdzie został adiutantem księcia Cumberland. Brał udział w bitwie pod Laffeldt w 1747. W tym samym roku uzyskał mandat parlamentarny z okręgu Norfolk. Okręg ten reprezentował do 1764 wojnę o sukcesję austriacką zakończył w stopniu podpułkownika. Po zakończeniu wojny pokłócił się Cumberlandem i często atakował go z ław parlamentu oraz we własnoręcznie rysowanych karykaturach. W 1750 opuścił armię. W 1757 na jego wniosek uchwalono ustawę o reformie milicji.

### Wojna siedmioletnia
Kiedy w 1758 Cumberland przestał być naczelnym wodzem armii brytyjskiej, Townshend powrócił do czynnej służby w randze pułkownika. W grudniu został przydzielony do wyprawy generała Jamesa Wolfe’a przeciwko Quebecowi jako dowódca brygady. Townshend nie krył swojej wrogości do przełożonego, a podczas oblężenia miasta rozpowszechniał w obozie własnoręcznie rysowane karykatury Wolfe’a. Podczas bitwy na Równinie Abrahama 13 września 1759 r. dowodził brytyjskim lewym skrzydłem. Po śmierci Wolfe’a objął dowództwo nad brytyjskimi wojskami. Quebec poddał się Townshendowi 18 września.
Po zdobyciu miasta Townshend powrócił do Wielkiej Brytanii. Otrzymał rangę pułkownika 28 pułku piechoty i podziękowania od parlamentu. W 1761 otrzymał stopień generała-majora. Objął także komendę nad walczącą w Niemczech brygadą i na jej czele brał udział w bitwie pod Villinghausen. W 1762 został dowódcą dywizji w armii brytyjsko-portugalskiej podczas hiszpańskiej inwazji na Portugalię. Przed zawarciem pokoju w 1763 nie stoczono na tym froncie większych walk.

### Dalsze lata
W 1764 zmarł ojciec George’a i ten odziedziczył po nim tytuł 4. wicehrabiego Townshend i zasiadł w Izbie Lordów. W 1767 r. został Lordem Namiestnikiem Irlandii. Nie zyskał sobie sympatii w Irlandii na skutek prób korumpowania deputowanych do irlandzkiego parlamentu. W latach 1772–1782 i przez kilka miesięcy 1783 był generałem artylerii. W 1782 otrzymał rangę pełnego generała, a w 1796 marszałka polnego. W 1787 otrzymał tytuł 1. markiza Townshend. W 1792 został Lordem Namiestnikiem Norfolk. Zmarł w 1807.

## Rodzina
19 grudnia 1751 r. poślubił Charlotte Compton (zm. 3 września 1770), córkę Jamesa Comptona, 5. hrabiego Northampton, i Elizabeth Shirley, córki Roberta Shirleya. George i Charlotte mieli razem czeterech synów i cztery córki:
- Charlotte Townshend (ur. ok. 1752)
- Caroline Townshend (ur. 1754/1760)
- George Townshend (18 kwietnia 1753 – 27 lipca 1811), 2. markiz Townshend
- John Townshend (19 stycznia 1757 – 25 lutego 1833), ożenił się z Georgianą Poyntz, miał dzieci
- Frances Townshend (ur. ok. 1759)
- Elizabeth Townshend (1766 – 21 marca 1811)
- Frederick Patrick Townshend (30 grudnia 1767 – 18 stycznia 1836)
- Charles Patrick Thomas Townshend (6 stycznia 1769 – 27 maja 1796)

19 maja 1773 r. poślubił Anne Montgomery (zm. 29 marca 1819), córkę sir Williama Montgomery’ego, 1. baroneta, i Hannah Tomkyns, córki Alexandra Tomkynsa. George i Anne mieli razem dwóch synów i cztery córki:
- Henrietta Townshend (zm. 9 listopada 1848)
- Anne Townshend (1775 – 29 listopada 1826), żona Harringtona Hudsona
- Charlotte Townshend (16 marca 1776 – 30 lipca 1856), żona George’a Osborne’a, 6. księcia Leeds, miała dzieci
- Honoria Townshend (1777–1826)
- William Townshend (1778–1794)
- James Nugent Boyle Bernardo Townshend (11 września 1785 – 28 czerwca 1842)